# Willem Backereel
Willem of Guiliam Backereel (Antwerpen, 1570 - Rome, 10 augustus 1626), was een Zuid-Nederlands landschapsschilder uit de barokperiode.
Hij was de oudere broer van historisch schilder Gillis Backereel waarmee hij omstreeks 1605 naar Rome trok. In de biografiereeks Teutsche Akademie geeft  Joachim von Sandrart aan dat er nog meer telgen van de familie Backereel actief waren in de Italiaanse hoofdstad.
Willem bleef, in tegenstelling tot zijn broer, in Rome en schilderde er onder meer de Domus Flavia in een stijl gelijkaardig aan die van Cornelis van Poelenburch, Jan Asselijn en Jacob de Heusch. 
Zowel de Koninklijke Musea voor Schone Kunsten van België in Brussel als het Koninklijk Museum voor Schone Kunsten in zijn geboortestad bezitten werk van Backereel. 